# Tirusulam
Tirusulam es una ciudad censal situada en el distrito de Chengalpattu en el estado de Tamil Nadu (India). Su población es de 14086 habitantes (2011). Se encuentra a 14 km de Chennai y a 58 km de Kanchipuram. Forma parte del área metropolitana de Chennai.

## Demografía
Según el censo de 2011 la población de Tirusulam era de 14086 habitantes, de los cuales 7078 eran hombres y 7008 eran mujeres. Tirusulam tiene una tasa media de alfabetización del 81,33%, superior a la media estatal del 86,85%: la alfabetización masculina es del 91,67%, y la alfabetización femenina del 75,74%.